# Sophia Hoare

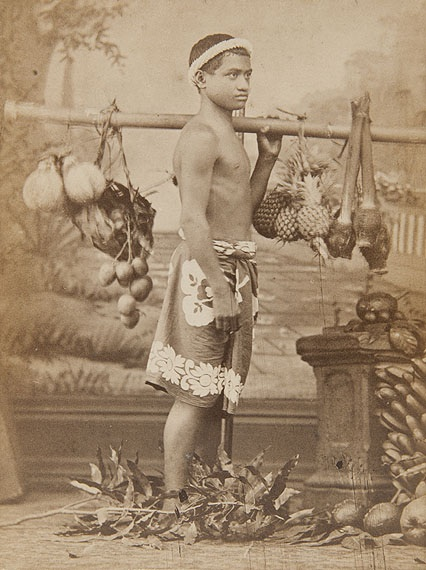
Mladý muž s exotickým ovocem

Sophia Hoare (rozená Johnson; také známá jako Mrs. S. Hoare, Madame S. Hoare, Suzanne Hoare nebo Susan Hoare 24. února 1836 – 17. dubna 1915 San Francisco) byla britská fotografka aktivní v 19. století na Tahiti.

## Životopis
Provdala se za Charlese Burtona Hoara v červnu 1853 v Manchesteru. Žili v Hulme mimo Manchester a měli tři dcery, Elizabethu, Louisu a Octavii. V březnu 1863 odcestovali s telegrafní lodí z Londýna do Aucklandu na Novém Zélandu. Po nějakém čase v následujících několika letech založil Charles společně s jistým Woosterem fotografickou firmu pod jménem Hoare & Wooster. Wooster měl studio „The Royal Photographic Rooms“, které leželo na rohu ulic Vulcan Lane a Queen Street. Partnerství skončilo v roce 1866 a Charles založil firmu pod vlastním jménem, také na Vulcan Street.

### Tahiti
Rodina se nakonec přestěhovala na Tahiti, ale není jasné, zda celá rodina od samého začátku, nebo jestli nejdříve jako první přicestoval pouze Charles. Je zřejmé, že Charles byl na Tahiti v únoru 1868. Poté v Le Messager de Tahiti oznámil své studio na College Street v Papeete a nabízel zákazníkům pořízení fotografií carte de visite. V červnu 1868 cestoval po ostrovech a navštívil Iles Sous-le-Vent (Leewardovy ostrovy), přičemž pravděpodobně pořídil některé z prvních snímků atolu Makatea na Tuamotos. V září byl zpět v Papeete. V letech 1872–1876 byl několikrát zmíněn v tisku. Jeho fotografie královny Pomare IV. a jejího syna (budoucího Pomare V) jsou pravděpodobně z této doby. Po roce 1876 nejsou o něm dostupné žádné informační zdroje. Jeho manželka Sophia převzala podnikání někdy po roce 1876. V roce 1879 byla označována jako vdova. Sophia řídila Ateliér Hoare 30 let a mimo jiné fotografovala královskou rodinu.

### San Francisco
Na Světové výstavě v Paříži v roce 1889 získala za své fotografie medaili. Před rokem 1889 podepisovala své fotografie jako „Mrs S. Hoare“ a po tomto roce změnila signaturu na „Madame S. Hoare“. Na konci 19. století měla Sophia ateliér na adrese Rue de la Petite-Pologne v Papeete, ale v květnu 1904 opustila s dcerou Tahiti a nastoupila na loď SS Mariposa do San Franciska. Sophia zemřela někdy v letech 1910 až 1920.

### Sophia nebo Susan?
V literatuře a v různých databázích je možné umělkyni najít jako Sophii, tak i jako Susan (nebo Suzanne). Keith Giles ve svém článku z roku 2011 používá Sophii, zatímco Jean-Yves Tréhin ve svém článku z roku 2003 používá Susan.

## Galerie

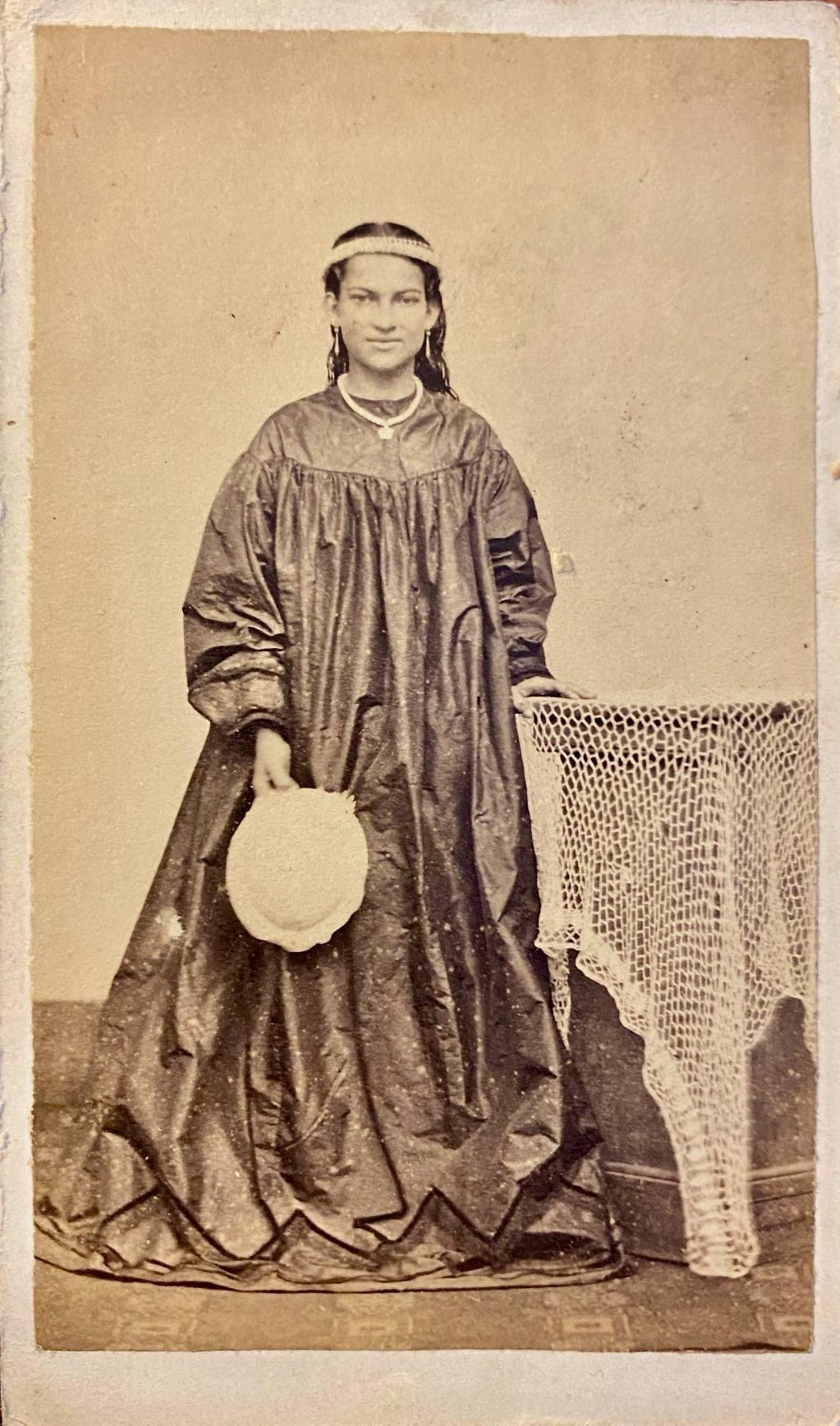
Hellen Bambridge (1852–1918), dcera britského osadníka Thomase Bambridge, a Maraea O'Connor
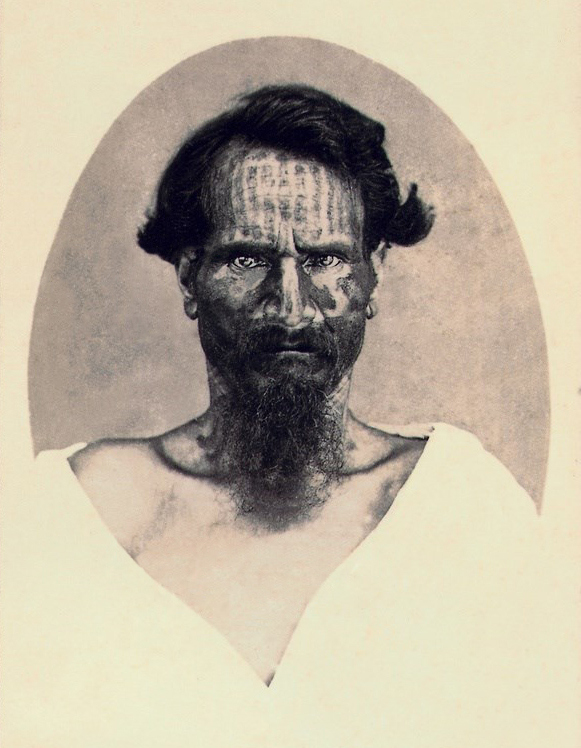
Portrét Tepana z Velikonočního ostrova, 70. léta 19. století
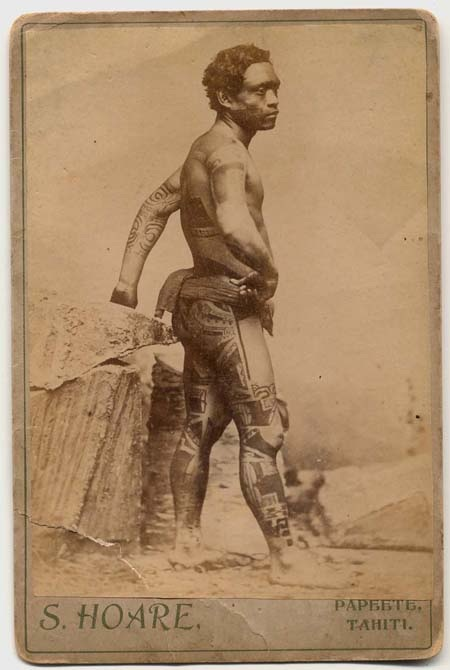
Tetovaný domorodec z Markézských ostrovů
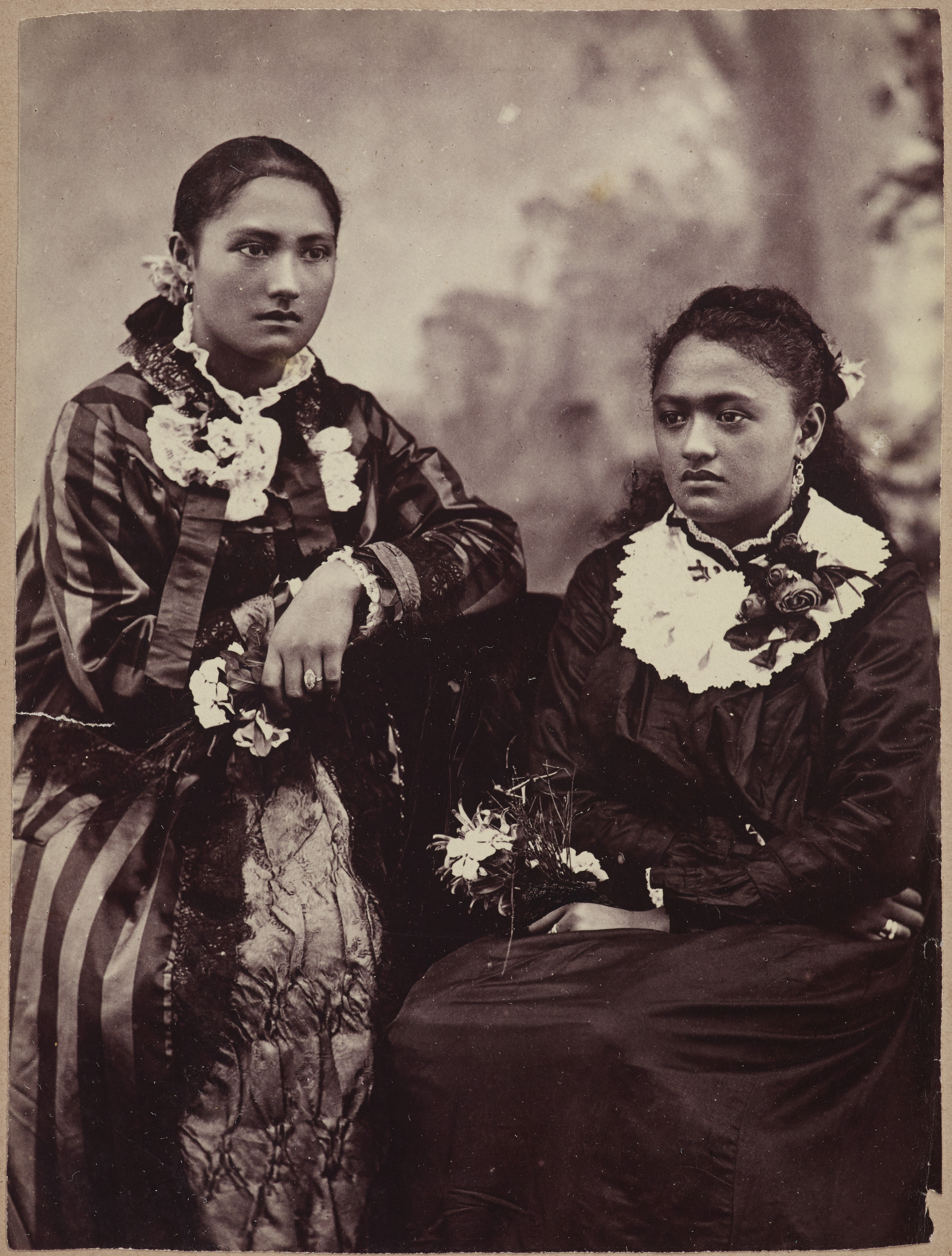
Teriivaetua et Teriimaevarua
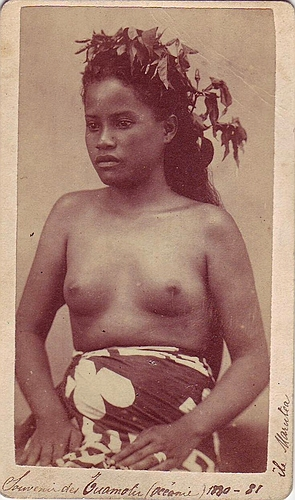
Tahiti nude